# E607 (trasa europejska)
E607 – trasa europejska biegnąca przez Francję. Zaliczana do tras kategorii B droga łączy Digoin z Chalon-sur-Saône.

## Przebieg trasy
- Digoin E62
- Paray-le-Monial E62
- Chalon-sur-Saône E15 E21